# Van Maanen (cràter)
Van Maanen és un cràter d'impacte molt erosionat situat a la cara oculta de la Lluna. Es troba a l'est del cràter Kidinnu, i al sud-est de Tesla i de H. G. Wells.

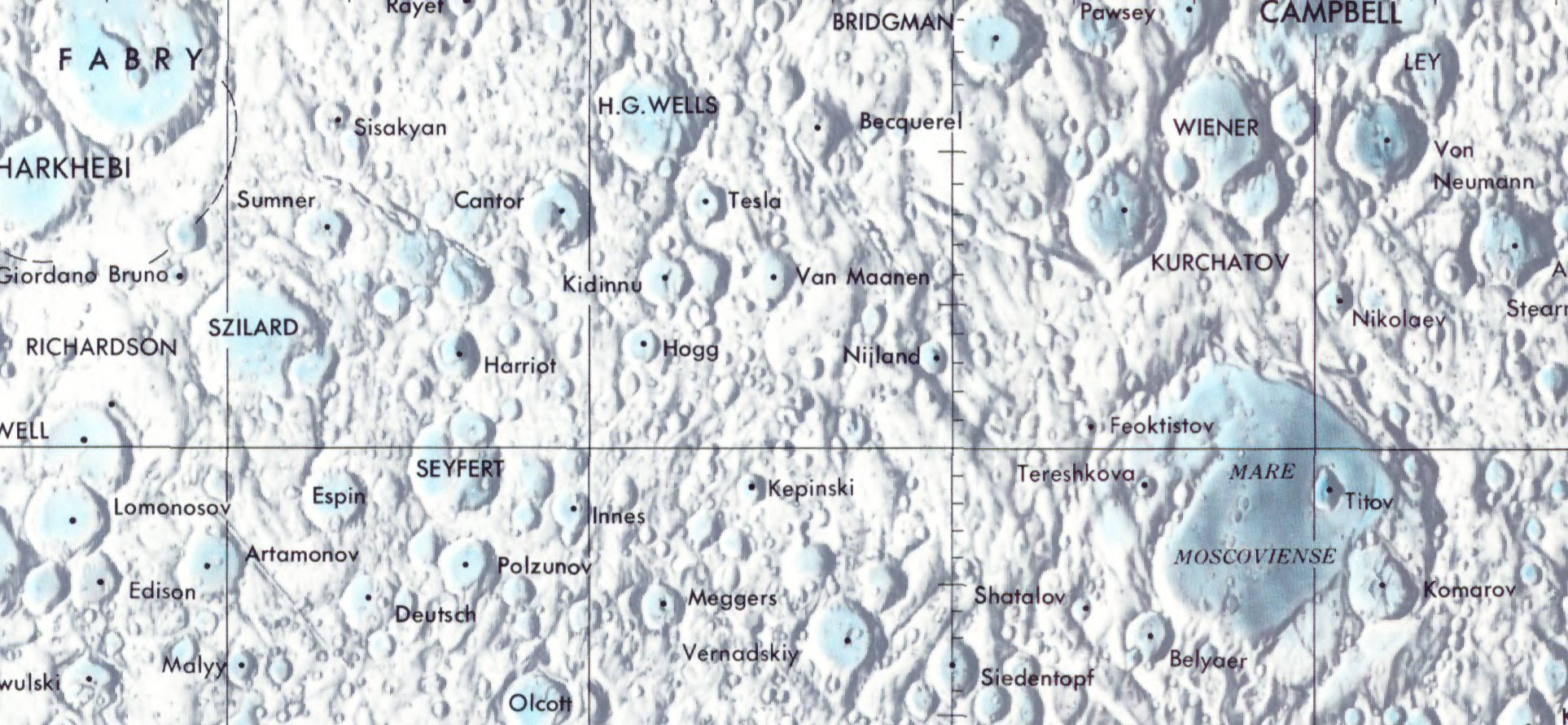
Localització de Van Maanen (centre de la imatge)
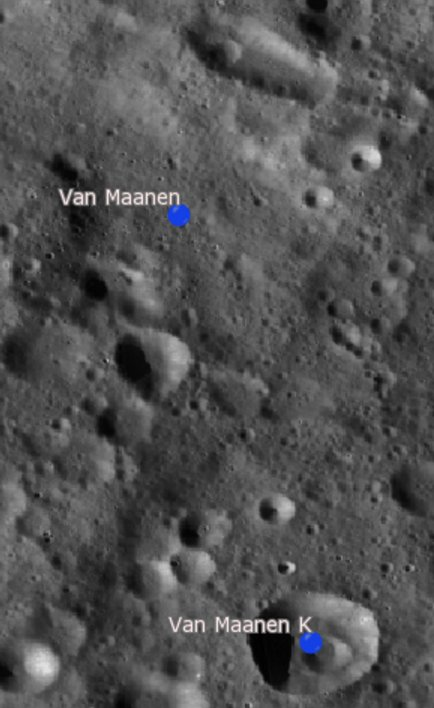
Cràters satèl·lit
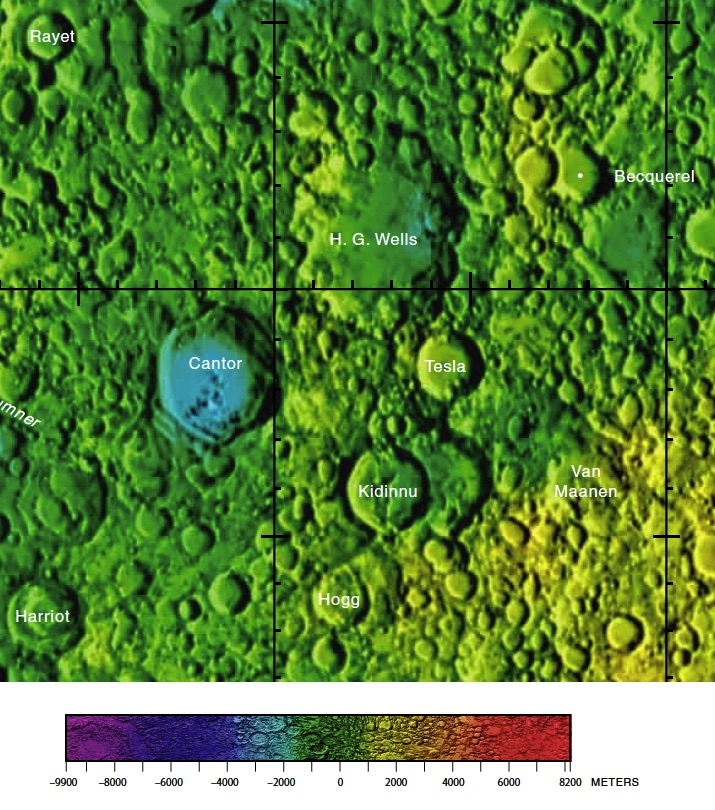
Mapa lunar de l'USSG

Des que aquest cràter es va formar, ha estat fortament bombardejat per impactes posteriors fins al punt que és poc més que una depressió a la superfície envoltada per una vora irregular. La vora del cràter apareix molt desgastat i mal definit, amb cràters més petits situats al seu costat. Aquests al seu torn s'han desgastat i arrodonit per efecte de l'erosió provocada per altres impactes.

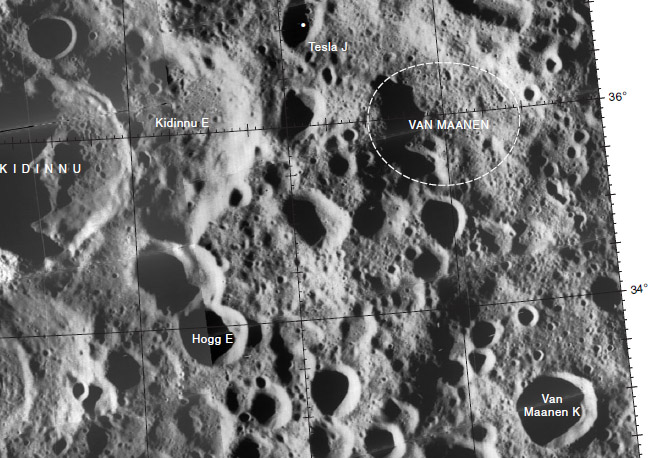
Rodalies de Van Maanen
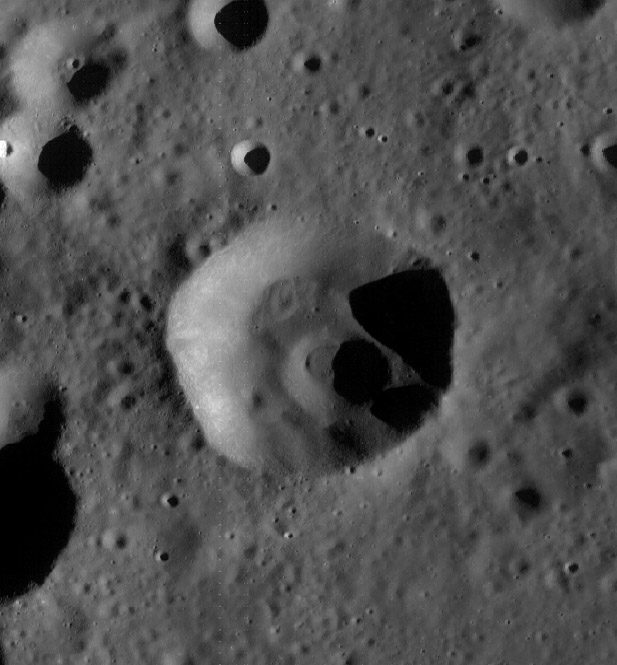
Cràter satèl·lit Van Maanen K

## Cràters satèl·lit
Per convenció aquests elements són identificats en els mapes lunars posant la lletra en el costat del punt central del cràter que està més proper a Van Maanen.
| Van Maanen | Coordenades                            | Diàmetre |
| ---------- | -------------------------------------- | -------- |
| K          | 33° 12′ N, 129° 06′ E / 33.2°N,129.1°E | 23 km    |